# Formula 1 – sezona 2001.
| FIA Svjetsko prvenstvo Formule 1 2001. | FIA Svjetsko prvenstvo Formule 1 2001. |
|                                        | Prvak                                  |
| -------------------------------------- | -------------------------------------- |
| Vozač                                  | Michael Schumacher (Ferrari)           |
| Konstruktor                            | Ferrari                                |
| Prethodna sezona                       | Sljedeća sezona                        |
| 2000.                                  | 2002.                                  |

Formula 1 – sezona 2001. je bila 52. sezona u prvenstvu Formule 1.

## Vozači i konstruktori
| Konstruktor / Momčad                         | Šasija         | Motor                      | Gume | Broj | Vozači                | Utrke     |
| -------------------------------------------- | -------------- | -------------------------- | ---- | ---- | --------------------- | --------- |
| Ferrari Scuderia Ferrari Marlboro            | Ferrari F2001  | Ferrari 050 V10 3.0        | B    | 1    | Michael Schumacher    | Sve       |
| Ferrari Scuderia Ferrari Marlboro            | Ferrari F2001  | Ferrari 050 V10 3.0        | B    | 2    | Rubens Barrichello    | Sve       |
| McLaren-Mercedes West McLaren Mercedes       | McLaren MP4-16 | Mercedes FO 110K V10 3.0   | B    | 3    | Mika Häkkinen         | Sve       |
| McLaren-Mercedes West McLaren Mercedes       | McLaren MP4-16 | Mercedes FO 110K V10 3.0   | B    | 4    | David Coulthard       | Sve       |
| Williams-BMW BMW Williams F1 Team            | Williams FW23  | BMW P80 V10 3.0            | M    | 5    | Ralf Schumacher       | Sve       |
| Williams-BMW BMW Williams F1 Team            | Williams FW23  | BMW P80 V10 3.0            | M    | 6    | Juan Pablo Montoya    | Sve       |
| Benetton-Renault Mild Seven Benetton Renault | Benetton R201  | Renault RS21 V10 3.0       | M    | 7    | Giancarlo Fisichella  | Sve       |
| Benetton-Renault Mild Seven Benetton Renault | Benetton R201  | Renault RS21 V10 3.0       | M    | 8    | Jenson Button         | Sve       |
| BAR-Honda Lucky Strike BAR Honda             | BAR 003        | Honda RA001E V10 3.0       | B    | 9    | Olivier Panis         | Sve       |
| BAR-Honda Lucky Strike BAR Honda             | BAR 003        | Honda RA001E V10 3.0       | B    | 10   | Jacques Villeneuve    | Sve       |
| Jordan-Honda B&H Jordan Honda                | Jordan EJ11    | Honda RA001E V10 3.0       | B    | 11   | Heinz-Harald Frentzen | 1-7, 9-11 |
| Jordan-Honda B&H Jordan Honda                | Jordan EJ11    | Honda RA001E V10 3.0       | B    | 11   | Ricardo Zonta         | 8, 12     |
| Jordan-Honda B&H Jordan Honda                | Jordan EJ11    | Honda RA001E V10 3.0       | B    | 11   | Jarno Trulli          | 13-17     |
| Jordan-Honda B&H Jordan Honda                | Jordan EJ11    | Honda RA001E V10 3.0       | B    | 12   | Jarno Trulli          | 1-12      |
| Jordan-Honda B&H Jordan Honda                | Jordan EJ11    | Honda RA001E V10 3.0       | B    | 12   | Jean Alesi            | 13-17     |
| Arrows-Asiatech Orange Arrows Asiatech       | Arrows A22     | Asiatech 001 V10 3.0       | B    | 14   | Jos Verstappen        | Sve       |
| Arrows-Asiatech Orange Arrows Asiatech       | Arrows A22     | Asiatech 001 V10 3.0       | B    | 15   | Enrique Bernoldi      | Sve       |
| Sauber-Petronas Red Bull Sauber Petronas     | Sauber C20     | Petronas 01A V10 3.0       | B    | 16   | Nick Heidfeld         | Sve       |
| Sauber-Petronas Red Bull Sauber Petronas     | Sauber C20     | Petronas 01A V10 3.0       | B    | 17   | Kimi Räikkönen        | Sve       |
| Jaguar-Ford Cosworth Jaguar Racing           | Jaguar R2      | Ford Cosworth CR-3 V10 3.0 | M    | 18   | Eddie Irvine          | Sve       |
| Jaguar-Ford Cosworth Jaguar Racing           | Jaguar R2      | Ford Cosworth CR-3 V10 3.0 | M    | 19   | Luciano Burti         | 1-4       |
| Jaguar-Ford Cosworth Jaguar Racing           | Jaguar R2      | Ford Cosworth CR-3 V10 3.0 | M    | 19   | Pedro de la Rosa      | 5-17      |
| Minardi-European European Minardi F1         | Minardi PS01   | European V10 3.0           | M    | 20   | Tarso Marques         | 1-14      |
| Minardi-European European Minardi F1         | Minardi PS01   | European V10 3.0           | M    | 20   | Alex Yoong            | 15-17     |
| Minardi-European European Minardi F1         | Minardi PS01   | European V10 3.0           | M    | 21   | Fernando Alonso       | Sve       |
| Prost-Acer Prost Acer                        | Prost AP04     | Acer 01A V10 3.0           | M    | 22   | Jean Alesi            | 1-12      |
| Prost-Acer Prost Acer                        | Prost AP04     | Acer 01A V10 3.0           | M    | 22   | Heinz-Harald Frentzen | 13-17     |
| Prost-Acer Prost Acer                        | Prost AP04     | Acer 01A V10 3.0           | M    | 23   | Gastón Mazzacane      | 1-4       |
| Prost-Acer Prost Acer                        | Prost AP04     | Acer 01A V10 3.0           | M    | 23   | Luciano Burti         | 5-14      |
| Prost-Acer Prost Acer                        | Prost AP04     | Acer 01A V10 3.0           | M    | 23   | Tomáš Enge            | 15-17     |

## Utrke
|     | Utrka                                             | 1.                               | 2.                               | 3.                                    |
| --- | ------------------------------------------------- | -------------------------------- | -------------------------------- | ------------------------------------- |
|     |                                                   |                                  |                                  |                                       |
| 1.  | VN Australije, Melbourne 4. ožujka 2001.          | Michael Schumacher Ferrari       | David Coulthard McLaren-Mercedes | Rubens Barrichello Ferrari            |
| 2.  | VN Malezije, Sepang 18. ožujka 2001.              | Michael Schumacher Ferrari       | Rubens Barrichello Ferrari       | David Coulthard McLaren-Mercedes      |
| 3.  | VN Brazila, Interlagos 1. travnja 2001.           | David Coulthard McLaren-Mercedes | Michael Schumacher Ferrari       | Nick Heidfeld Sauber-Petronas         |
| 4.  | VN San Marina, Imola 15. travnja 2001.            | Ralf Schumacher Williams-BMW     | David Coulthard McLaren-Mercedes | Rubens Barrichello Ferrari            |
| 5.  | VN Španjolske, Catalunya 29. travnja 2001.        | Michael Schumacher Ferrari       | Juan Pablo Montoya Williams-BMW  | Jacques Villeneuve BAR-Honda          |
| 6.  | VN Austrije, Spielberg 13. svibnja 2001.          | David Coulthard McLaren-Mercedes | Michael Schumacher Ferrari       | Rubens Barrichello Ferrari            |
| 7.  | VN Monaka, Monte Carlo 27. svibnja 2001.          | Michael Schumacher Ferrari       | Rubens Barrichello Ferrari       | Eddie Irvine Jaguar-Ford Cosworth     |
| 8.  | VN Kanade, Montreal 10. lipnja 2001.              | Ralf Schumacher Williams-BMW     | Michael Schumacher Ferrari       | Mika Häkkinen McLaren-Mercedes        |
| 9.  | VN Europe, Nürburgring 24. lipnja 2001.           | Michael Schumacher Ferrari       | Juan Pablo Montoya Williams-BMW  | David Coulthard McLaren-Mercedes      |
| 10. | VN Francuske, Magny-Cours 1. srpnja 2001.         | Michael Schumacher Ferrari       | Ralf Schumacher Williams-BMW     | Rubens Barrichello Ferrari            |
| 11. | VN Velike Britanije, Silverstone 15. srpnja 2001. | Mika Häkkinen McLaren-Mercedes   | Michael Schumacher Ferrari       | Rubens Barrichello Ferrari            |
| 12. | VN Njemačke, Hockeneheim 29. srpnja 2001.         | Ralf Schumacher Williams-BMW     | Rubens Barrichello Ferrari       | Jacques Villeneuve BAR-Honda          |
| 13. | VN Mađarske, Hungaroring 19. kolovoza 2001.       | Michael Schumacher Ferrari       | Rubens Barrichello Ferrari       | David Coulthard McLaren-Mercedes      |
| 14. | VN Belgije, Spa-Francorchamps 2. rujna 2001.      | Michael Schumacher Ferrari       | David Coulthard McLaren-Mercedes | Giancarlo Fisichella Benetton-Renault |
| 15. | VN Italije, Monza 16. rujna 2001.                 | Juan Pablo Montoya Williams-BMW  | Rubens Barrichello Ferrari       | Ralf Schumacher Williams-BMW          |
| 16. | VN SAD, Indianapolis 30. rujna 2001.              | Mika Häkkinen McLaren-Mercedes   | Michael Schumacher Ferrari       | David Coulthard McLaren-Mercedes      |
| 17. | VN Japana, Suzuka 14. listopada 2001.             | Michael Schumacher Ferrari       | Juan Pablo Montoya Williams-BMW  | David Coulthard McLaren-Mercedes      |
|     |                                                   |                                  |                                  |                                       |

## Konačni poredak

### Vozači
| Poz. | Vozač                 | AUS | MAL | BRA | SMR | ESP | AUT | MON | CAN | EUR | FRA | GBR | GER | HUN | BEL | ITA | USA | JPN | Bodovi |
| ---- | --------------------- | --- | --- | --- | --- | --- | --- | --- | --- | --- | --- | --- | --- | --- | --- | --- | --- | --- | ------ |
| 1.   | Michael Schumacher    | 1   | 1   | 2   | Ret | 1   | 2   | 1   | 2   | 1   | 1   | 2   | Ret | 1   | 1   | 4   | 2   | 1   | 123    |
| 2.   | David Coulthard       | 2   | 3   | 1   | 2   | 5   | 1   | 5   | Ret | 3   | 4   | Ret | Ret | 3   | 2   | Ret | 3   | 3   | 65     |
| 3.   | Rubens Barrichello    | 3   | 2   | Ret | 3   | Ret | 3   | 2   | Ret | 5   | 3   | 3   | 2   | 2   | 5   | 2   | 15  | 5   | 56     |
| 4.   | Ralf Schumacher       | Ret | 5   | Ret | 1   | Ret | Ret | Ret | 1   | 4   | 2   | Ret | 1   | 4   | 7   | 3   | Ret | 6   | 49     |
| 5.   | Mika Häkkinen         | Ret | 6   | Ret | 4   | 9   | Ret | Ret | 3   | 6   | DNS | 1   | Ret | 5   | 4   | Ret | 1   | 4   | 37     |
| 6.   | Juan Pablo Montoya    | Ret | Ret | Ret | Ret | 2   | Ret | Ret | Ret | 2   | Ret | 4   | Ret | 8   | Ret | 1   | Ret | 2   | 31     |
| 7.   | Jacques Villeneuve    | Ret | Ret | 7   | Ret | 3   | 8   | 4   | Ret | 9   | Ret | 8   | 3   | 9   | 8   | 6   | Ret | 10  | 12     |
| 8.   | Nick Heidfeld         | 4   | Ret | 3   | 7   | 6   | 9   | Ret | Ret | Ret | 6   | 6   | Ret | 6   | Ret | 11  | 6   | 9   | 12     |
| 9.   | Jarno Trulli          | Ret | 8   | 5   | 5   | 4   | DSQ | Ret | 11  | Ret | 5   | Ret | Ret | Ret | Ret | Ret | 4   | 8   | 12     |
| 10.  | Kimi Räikkönen        | 6   | Ret | Ret | Ret | 8   | 4   | 10  | 4   | 10  | 7   | 5   | Ret | 7   | Ret | 7   | Ret | Ret | 9      |
| 11.  | Giancarlo Fisichella  | 13  | Ret | 6   | Ret | 14  | Ret | Ret | Ret | 11  | 11  | 13  | 4   | Ret | 3   | 10  | 8   | Ret | 8      |
| 12.  | Eddie Irvine          | 10  | Ret | Ret | Ret | Ret | 7   | 3   | Ret | 7   | Ret | 9   | Ret | Ret | Ret | Ret | 5   | Ret | 6      |
| 13.  | Heinz-Harald Frentzen | 5   | 4   | 11  | 6   | Ret | Ret | Ret |     | Ret | 8   | 7   |     | Ret | 9   | Ret | 10  | 12  | 6      |
| 14.  | Olivier Panis         | 7   | Ret | 4   | 8   | 7   | 5   | Ret | Ret | Ret | 9   | Ret | 7   | Ret | 11  | 9   | 11  | 13  | 5      |
| 15.  | Jean Alesi            | 9   | 9   | 7   | 9   | 10  | 10  | 6   | 5   | 15  | 12  | 11  | 6   | 10  | 6   | 8   | 7   | Ret | 5      |
| 16.  | Pedro de la Rosa      |     |     |     |     | Ret | Ret | Ret | 6   | 8   | 14  | 12  | Ret | 11  | Ret | 5   | 12  | Ret | 3      |
| 17.  | Jenson Button         | 14  | 11  | 10  | 12  | 15  | Ret | 7   | Ret | 13  | 16  | 15  | 5   | Ret | Ret | Ret | 9   | 7   | 2      |
| 18.  | Jos Verstappen        | 11  | 7   | Ret | Ret | 12  | 6   | 8   | 10  | Ret | 13  | 10  | 9   | 12  | 10  | Ret | Ret | 14  | 1      |
| 19.  | Ricardo Zonta         |     |     |     |     |     |     |     | 7   |     |     |     | Ret |     |     |     |     |     | 0      |
| 20.  | Luciano Burti         | 8   | 10  | Ret | 11  | 11  | 11  | Ret | 8   | 12  | 10  | Ret | Ret | Ret | Ret |     |     |     | 0      |
| 21.  | Enrique Bernoldi      | Ret | Ret | Ret | 10  | Ret | Ret | 9   | Ret | Ret | Ret | 14  | 8   | Ret | 12  | Ret | 13  | 15  | 0      |
| 22.  | Tarso Marques         | Ret | 14  | 9   | Ret | 16  | Ret | Ret | 9   | Ret | 15  | DNQ | Ret | Ret | 13  |     |     |     | 0      |
| 23.  | Fernando Alonso       | 12  | 13  | Ret | Ret | 13  | Ret | Ret | Ret | 14  | 17  | 16  | 10  | Ret | Ret | 13  | Ret | 11  | 0      |
| 24.  | Tomáš Enge            |     |     |     |     |     |     |     |     |     |     |     |     |     |     | 12  | 14  | Ret | 0      |
| 25.  | Gastón Mazzacane      | Ret | 12  | Ret | Ret |     |     |     |     |     |     |     |     |     |     |     |     |     | 0      |
| 26.  | Alex Yoong            |     |     |     |     |     |     |     |     |     |     |     |     |     |     | Ret | Ret | 16  | 0      |
| Poz. | Vozač                 | AUS | MAL | BRA | SMR | ESP | AUT | MON | CAN | EUR | FRA | GBR | GER | HUN | BEL | ITA | USA | JPN | Bodovi |

| Boja       | Rezultat                   | Oznaka boje |
| ---------- | -------------------------- | ----------- |
| Zlato      | 1. mjesto                  | #FFFFBF     |
| Srebro     | 2. mjesto                  | #DFDFDF     |
| Bronca     | 3. mjesto                  | #FFDF9F     |
| Zeleno     | U cilju osvojivši bodove   | #DFFFDF     |
| Plavo      | U cilju bez bodova         | #CFCFFF     |
| Ljubičasto | Nije završio utrku (Ret)   | #EFCFFF     |
| Ljubičasto | Nije klasificiran (NC)     | #EFCFFF     |
| Crveno     | Nije se kvalificirao (DNQ) | #FFCFCF     |
| Crno       | Diskvalificaran (DSQ)      | #000000     |
| Bijelo     | Nije startao (DNS)         | #FFFFFF     |
| Bez boje   | Nije sudjelovao            |             |
| Bez boje   | Bolovanje (INJ)            |             |
| Bez boje   | Isključen (EX)             |             |

### Konstruktori
| Pozicija | Konstruktor          | Bodovi |
| -------- | -------------------- | ------ |
| 1.       | Ferrari              | 179    |
| 2.       | McLaren-Mercedes     | 102    |
| 3.       | Williams-BMW         | 80     |
| 4.       | Sauber-Petronas      | 21     |
| 5.       | Jordan-Honda         | 19     |
| 6.       | BAR-Honda            | 17     |
| 7.       | Benetton-Renault     | 10     |
| 8.       | Jaguar-Ford Cosworth | 9      |
| 9.       | Prost-Acer           | 4      |
| 10.      | Arrows-Asiatech      | 1      |
| 11.      | Minardi-European     | 0      |